# Liste der Baudenkmale in Waipukurau
Die Liste der Baudenkmale in Waipukurau umfasst alle vom New Zealand Historic Places Trust (NZHPT) als „Historic Place“ oder „Historic Area“ eingestuften Baudenkmale und Flächendenkmale der neuseeländischen Ortschaft Waipukurau. Die Angaben stammen aus dem Register des NZHPT. Die Bezeichnungen der Baudenkmale orientieren sich an diesem Register. In die Liste werden auch bekannte Wahi Tapu (Area), kulturell und religiös bedeutsame Stätten und Gebiete der Māori, aufgenommen. Sie werden jedoch meist nicht publiziert.

| Bild | Bezeichnung                                  | Ort        | Anschrift                   | Beschreibung                            | Bauzeit | Eintrag           | Nummer | Kat. |
| ---- | -------------------------------------------- | ---------- | --------------------------- | --------------------------------------- | ------- | ----------------- | ------ | ---- |
| BW   | Mount Vernon Station Homestead               | Waipukurau | 106 Lindsay Road Karte      | Wohnhaus einer Farm                     | 1882    | 2. Juli 1987      | 0174   | 1    |
| BW   | Mangatarata Station Stables                  | Waipukurau | 415 Mangatarata Road Karte  | Stall                                   | n.a.    | 7. April 1983     | 2764   | 2    |
| BW   | Mangatarata Station Homestead                | Waipukurau | 415 Mangatarata Road Karte  | Wohnhaus der Farm                       | n.a.    | 7. April 1983     | 2765   | 2    |
| BW   | Mangatarata Station Slaughter House          | Waipukurau | 415 Mangatarata Road Karte  | Schlachthaus                            | n.a.    | 7. April 1983     | 2766   | 2    |
| BW   | Mangatarata Station Bullock Shed             | Waipukurau | 415 Mangatarata Road Karte  | Bullenstall                             | n.a.    | 7. April 1983     | 2767   | 2    |
| BW   | Motuotaraia Station Stables and Cobbled Yard | Waipukurau | Porangahau Road Karte       | Stall und mit Kieseln gepflasterter Hof | n.a.    | 7. April 1983     | 2768   | 2    |
| BW   | Woolshed                                     | Waipukurau | Porangahau Road Karte       | Wollschuppen                            | n.a.    | 7. April 1983     | 2770   | 2    |
| BW   | House                                        | Waipukurau | 5 Wellington Road Karte     | Haus                                    |         | 27. November 1986 | 4848   | 2    |
| BW   | St Andrews Church (Presbyterian)             | Waipukurau | Porangahau Road Karte       | Kirche, presbyterianische               | n.a.    | 27. November 1986 | 4849   | 2    |
| BW   | Manse (Former)                               | Waipukurau | 31 Porangahau Road Karte    | Pfarrei                                 | n.a.    | 27. November 1986 | 4850   | 2    |
| BW   | Airlie Mount                                 | Waipukurau | 11 South Service Lane Karte | Wohnhaus                                | n.a.    | 27. November 1986 | 4851   | 2    |